# Dicranomyia helva
Dicranomyia helva är en tvåvingeart som beskrevs av Doane 1900. Dicranomyia helva ingår i släktet Dicranomyia och familjen småharkrankar. Inga underarter finns listade i Catalogue of Life.